# Murphydrela
Murphydrela es un género de arañas cazadoras de hormigas del orden Araneae. Fue descrito por Rudy Jocqué y Russell-Smith en 2022.

## Especies
- Murphydrela francescae Jocqué y Russell-Smith, 2022
- Murphydrela johanni Jocqué y Russell-Smith, 2022
- Murphydrela kreagra (Nzigidahera y Jocqué, 2010)
- Murphydrela michaelis Jocqué y Russell-Smith, 2022
- Murphydrela neptuna (Nzigidahera y Jocqué, 2010)